# Orestes Jordán
Orestes Jordán (Chincha, Provincia de Chincha, Perú, 21 de noviembre de 1913 - Lima, Provincia de Lima, Perú, 4 de diciembre de 1991) fue un futbolista peruano. Se desempeñaba en la posición de defensa. Sus padres fueron Rómulo Jordán y Amalia Canepa.

## Trayectoria
Orestes Jordán se inició como futbolista en 1932 en el Atlético Chincha de su ciudad natal, un año más tarde fue fichado por Universitario de Deportes equipo en el permaneció durante diez años y con el cual obtuvo tres campeonatos.

## Selección nacional
Fue internacional con la selección de fútbol del Perú en 17 ocasiones. Debutó en la selección el 6 de agosto de 1936 en un encuentro ante la Selección de Finlandia. Participó en los Juegos Olímpicos de Berlín 1936 y en tres ediciones del Campeonato Sudamericano de Selecciones. Su último encuentro con la selección los disputó el 21 de enero de 1942 ante la Selección de Brasil.
Falleció el 4 de diciembre de 1991 a los 78 años en la antigua Clínica Villarán de Lima. Estuvo casado con Doña Matilde Kreitz del Solar, propietaria de la entonces Hacienda Santa Dominguita, en Ica.

### Participaciones en Juegos Olímpicos
| Copa                            | Sede     | Resultado        |
| ------------------------------- | -------- | ---------------- |
| Juegos Olímpicos de Berlín 1936 | Alemania | Cuartos de final |

### Participaciones en el Campeonato Sudamericano
| Campeonato                   | Sede      | Resultado    |
| ---------------------------- | --------- | ------------ |
| Campeonato Sudamericano 1937 | Argentina | Sexto lugar  |
| Campeonato Sudamericano 1941 | Chile     | Cuarto lugar |
| Campeonato Sudamericano 1942 | Uruguay   | Quinto lugar |

## Clubes
| Club                      | País | Año         |
| ------------------------- | ---- | ----------- |
| Atlético Chincha          | Perú | 1932 - 1933 |
| Universitario de Deportes | Perú | 1934 - 1944 |

## Palmarés

### Campeonatos nacionales
| Título                       | Club                      | País | Año  |
| ---------------------------- | ------------------------- | ---- | ---- |
| Campeonato Peruano de Fútbol | Universitario de Deportes | Perú | 1934 |
| Campeonato Peruano de Fútbol | Universitario de Deportes | Perú | 1939 |
| Campeonato Peruano de Fútbol | Universitario de Deportes | Perú | 1941 |